# Frozen Reality
Frozen Reality (deutsch eingefrorene Wirklichkeit) ist eine fotografische Aufnahmetechnik, die es ermöglicht, schnelle Vorgänge (Ultrakurzzeitabläufe) quasi einzufrieren und sich mit der Kamera um diese eingefrorenen Vorgänge herumzubewegen.
Möglich macht dies eine Kamera-Anordnung mit vielen Kameras, die um das aufzunehmende Objekt postiert sind und durch eine spezielle, vom Objekt gesteuerte Schaltung gleichzeitig ausgelöst werden. Schnelle Vorgänge, die innerhalb einer Millionstel Sekunde ablaufen, können damit exakt im entscheidenden Moment aufgenommen und visualisiert werden. Beispiele sind ein platzender Luftballon oder ein Einschlag eines Projektils.
Es gibt ähnliche Techniken, die im Film angewendet werden, jedoch liegt bei der Frozen-Reality-Technik der Unterschied unter anderem in der Aufnahme von Ultrakurzzeitvorgängen und der dazu zwingend nötigen objektgesteuerten Auslöseschaltung. Außerdem werden bei dieser Technik per Computer Zwischenbilder interpoliert.
Die Anwendung liegt in erster Linie im Bereich von Wissenschaft und Forschung. Aufgrund der Ästhetik der Bilder wird sie auch im künstlerischen Bereich oder in der Werbung eingesetzt.